# رباط (بايسون)
رباط هي بلدة في مقاطعة بايسون في ولاية صرخنداريا في أوزبكستان.